# Drymonia pudica
Drymonia pudica är en tvåhjärtbladig växtart som beskrevs av L.E. Skog och Julian Alfred Steyermark. Drymonia pudica ingår i släktet Drymonia och familjen Gesneriaceae. Inga underarter finns listade i Catalogue of Life.